# Angelo Ruffini
Angelo Ruffini  (Arquata del Tronto, 1864-Baragazza, 1929) fue un histólogo  y biólogo italiano.
Estudió medicina en la Universidad de Bolonia, donde a partir de 1894 dio clases de histología. En 1903 obtuvo la cátedra de embriología en la Universidad de Siena.
Fue el primero en describir las pequeñas terminaciones nerviosas encapsuladas (mecanoreceptores) que se conocerían como corpúsculos de Ruffini. Usó un tinte de cloruro de oro en sus portaobjetos de microscopio para poder ver los pequeños corpúsculos.
Ruffini fue pionero en el estudio de la gastrulación de los anfibios, proporcionando una descripción completa y detallada de la formación de las "células de botella". Publicó estos hallazgos en un libro titulado Fisiogenia (1925). 

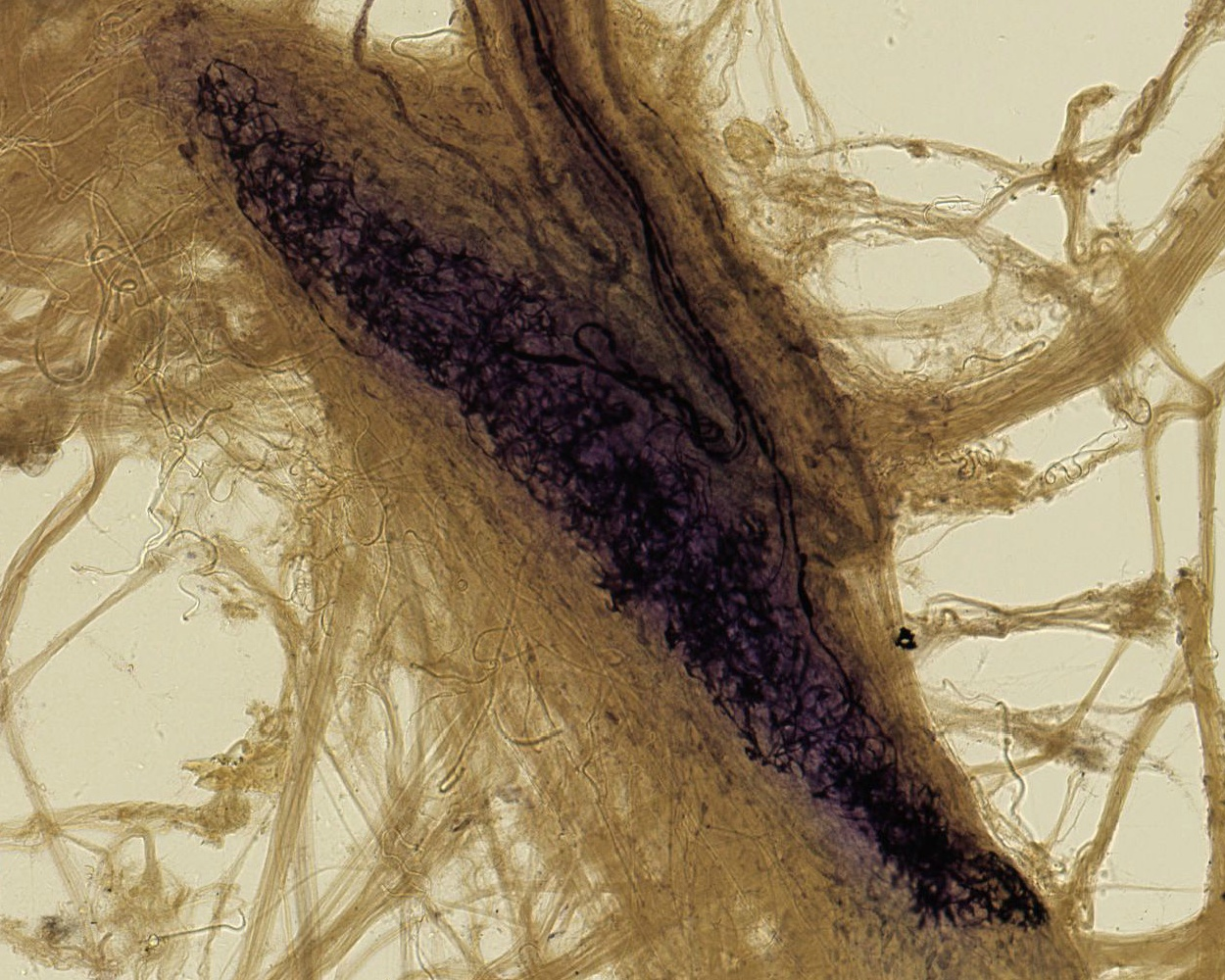
Corpúsculo de Ruffini en la diapositiva original enviada por Ruffini a Sir Charles Sherrington

## Relación con Sir Charles Sherrington
Entre 1896 y 1903, Ruffini mantuvo una correspondencia regular con Sir Charles Sherrington. Esta relación evolucionó después de que Ruffini enviara copias de sus documentos sobre las terminaciones nerviosas musculares. a Sherrington. Ruffini también envió a Sherrington once diapositivas de "Organi nervosi" (disponibles en línea) y Sherrington fue fundamental para conseguir que el trabajo de Ruffini se publicara en el Journal of Physiology.